# Les Ferres
Pour les articles homonymes, voir Ferres.
Les Ferres (Sei Ferres en occitan) sont une commune française située dans le département des Alpes-Maritimes, en région Provence-Alpes-Côte d'Azur.
Ses habitants sont appelés les Ferrois.

## Géographie

### Climat
Pour des articles plus généraux, voir Climat de Provence-Alpes-Côte d'Azur et Climat des Alpes-Maritimes.
En 2010, le climat de la commune est de type climat méditerranéen altéré, selon une étude du Centre national de la recherche scientifique s'appuyant sur une série de données couvrant la période 1971-2000. En 2020, Météo-France publie une typologie des climats de la France métropolitaine dans laquelle la commune est exposée à un climat méditerranéen et est dans la région climatique Var, Alpes-Maritimes, caractérisée par une pluviométrie abondante en automne et en hiver (250 à 300 mm en automne), un très bon ensoleillement en été (fraction d’insolation > 75 %), un hiver doux (8 °C) et peu de brouillards.
Pour la période 1971-2000, la température annuelle moyenne est de 13,3 °C, avec une amplitude thermique annuelle de 15,8 °C. Le cumul annuel moyen de précipitations est de 1 054 mm, avec 5,6 jours de précipitations en janvier et 3,9 jours en juillet. Pour la période 1991-2020, la température moyenne annuelle observée sur la station météorologique de Météo-France la plus proche, « Ascros », sur la commune d'Ascros à 11 km à vol d'oiseau, est de 10,8 °C et le cumul annuel moyen de précipitations est de 930,1 mm. 
La température maximale relevée sur cette station est de 34,4 °C, atteinte le 18 juillet 2023 ; la température minimale est de −10,7 °C, atteinte le 28 février 2018,,.
Les paramètres climatiques de la commune ont été estimés pour le milieu du siècle (2041-2070) selon différents scénarios d'émission de gaz à effet de serre à partir des nouvelles projections climatiques de référence DRIAS-2020. Ils sont consultables sur un site dédié publié par Météo-France en novembre 2022.

## Urbanisme

### Typologie
Au 1er janvier 2024, Les Ferres sont catégorisées commune rurale à habitat dispersé, selon la nouvelle grille communale de densité à 7 niveaux définie par l'Insee en 2022.
Elle est située hors unité urbaine. Par ailleurs la commune fait partie de l'aire d'attraction de Nice, dont elle est une commune de la couronne,. Cette aire, qui regroupe 100 communes, est catégorisée dans les aires de 200 000 à moins de 700 000 habitants,.

### Occupation des sols
L'occupation des sols de la commune, telle qu'elle ressort de la base de données européenne d’occupation biophysique des sols Corine Land Cover (CLC), est marquée par l'importance des forêts et milieux semi-naturels (100 % en 2018), une proportion identique à celle de 1990 (100 %). La répartition détaillée en 2018 est la suivante : forêts (61,5 %), milieux à végétation arbustive et/ou herbacée (36,5 %), espaces ouverts, sans ou avec peu de végétation (1,9 %).
L'évolution de l’occupation des sols de la commune et de ses infrastructures peut être observée sur les différentes représentations cartographiques du territoire : la carte de Cassini (XVIIIe siècle), la carte d'état-major (1820-1866) et les cartes ou photos aériennes de l'IGN pour la période actuelle (1950 à aujourd'hui).

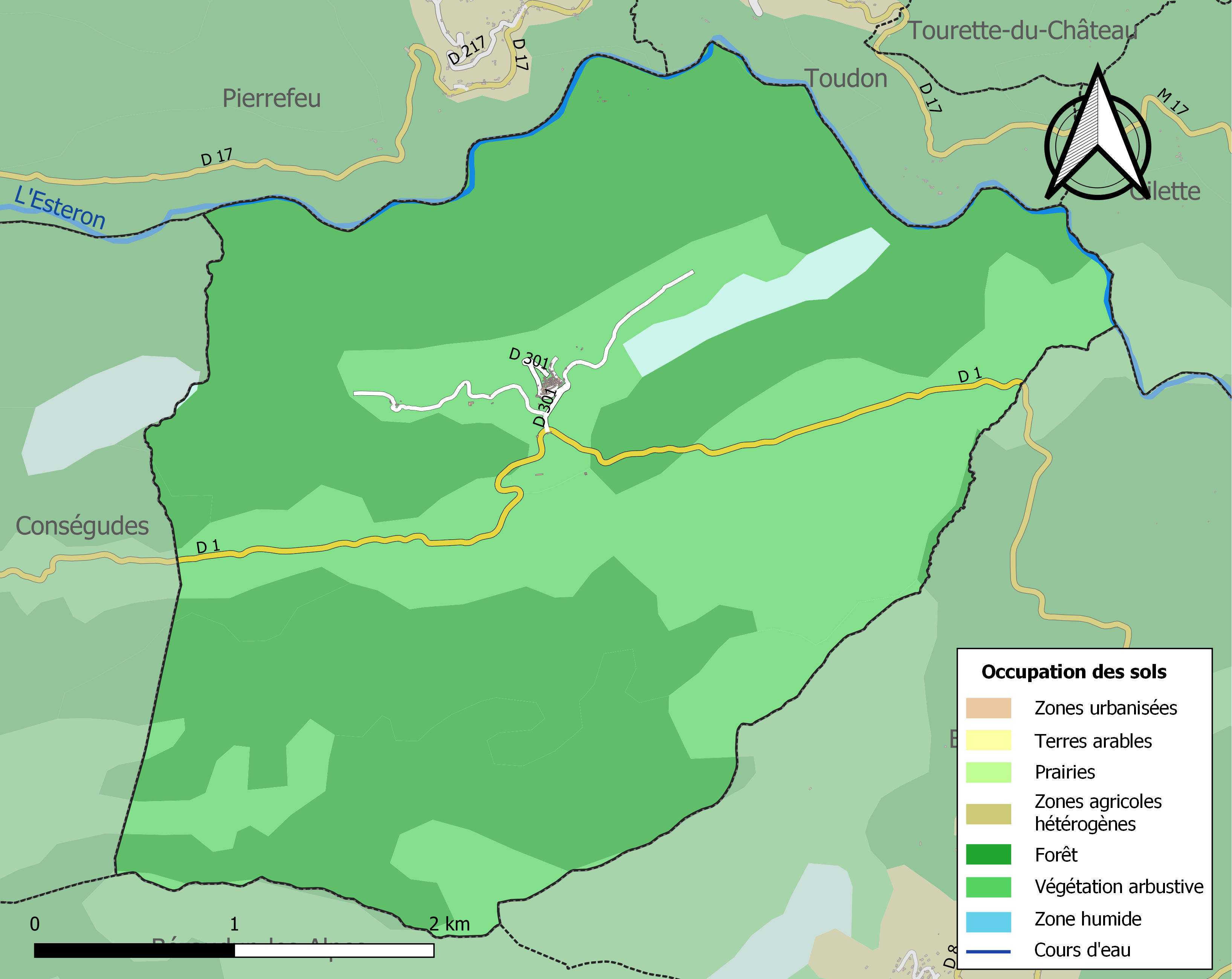
Carte de l'occupation des sols de la commune en 2018 (CLC).

## Toponymie
Les Ferres se trouvent dans la zone de conservation de l'article occitan "so, sa". Sei Ferres a été italianisé en Ferres puis francisé en Les Ferres.

## Histoire
- Cité au XIIe siècle « Castrum de Ferris ». L'origine du nom est peut-être à rechercher dans le latin « ferrum » qui désigne un lieu sauvage isolé.
- En 1325, le prieuré des Ferres est joint à celui de la Rocca, Roquestéron.
- La seigneurie passe de la Provence au comté de Nice en 1388,
- La seigneurie des Ferres appartient d'abord aux Laugier, vieille famille du comté de Nice ayant eu parmi ses membres un évêque de Nice, Raimond Laugier (1164-1182). La reine Jeanne concède la haute justice dans ses seigneuries des Ferres et de Conségudes à Pons Laugier le 14 septembre 1352.
- En 1526, Honoré Laugier, seigneur des Ferres et de Gilette, dénonce Jean-Baptiste Grimaldi, seigneur d'Ascros, et son frère René, seigneur de Massoins, de la famille Grimaldi de Beuil, pour leur complot avec le roi de France pour lui livrer Nice. Les deux frères se vengent en mettant le siège devant le château de Gilette où se trouve Honoré Laugier qui ne réussit à se sauver qu'en se déguisant en mendiant avant sa prise en août 1527. Le duc de Savoie les fait condamner et ils doivent s’enfuir en France. Honoré Laugier se venge en 1528 en attaquant leurs seigneuries, dont Rigaud.
- La seigneurie appartient aux Drago jusqu'au 18e ; ensuite aux mains des Balbis et des Ricci.
- En 1747, pendant la guerre de Succession d'Autriche, des volontaires français stationnent dans le village.
- La seigneurie revient à la France avec le traité de Turin de 1760 qui fait de l'Estéron la frontière entre la France et le comté de Nice.
- Avant la bataille de Gilette, en 1793, 1 500 hommes des gardes nationales de Grasse et de Saint-Paul stationnent dans le village.
- Le 15 octobre 1793, le village est menacé de la dévastation et du pillage par un corps d'Autrichiens et de Piémontais. Alors que les villageois étaient prêts à s'enfuir pour sauver leur vie, Lucrèce Castel pris l'initiative de les unir pour défendre le village des Ferres. Près de cent personnes, hommes et femmes, la suivirent au combat pour mettre l'ennemi en fuite[14]. Le 15 septembre 2018, une plaque commémorative est inaugurée entre l'église et le rempart afin d'honorer la mémoire de cette héroïne ferroise comparée à Catherine Ségurane.
- Le village comptait 302 habitants au recensement de 1856 et 4 000 oliviers.

## Politique et administration
| Période                                  | Période  | Identité            | Étiquette | Qualité  |
| ---------------------------------------- | -------- | ------------------- | --------- | -------- |
| Les données manquantes sont à compléter. |          |                     |           |          |
| mars 2001                                | 2020     | Claude Guy Berenger | SE        | Retraité |
| 2020                                     | En cours | Georges Tossan      |           |          |

## Démographie
L'évolution du nombre d'habitants est connue à travers les recensements de la population effectués dans la commune depuis 1793. Pour les communes de moins de 10 000 habitants, une enquête de recensement portant sur toute la population est réalisée tous les cinq ans, les populations de référence des années intermédiaires étant quant à elles estimées par interpolation ou extrapolation. Pour la commune, le premier recensement exhaustif entrant dans le cadre du nouveau dispositif a été réalisé en 2005.

En 2022, la commune comptait 93 habitants, en évolution de −12,26 % par rapport à 2016 (Alpes-Maritimes : +2,85 %, France hors Mayotte : +2,11 %).
| 1793 | 1800 | 1806 | 1821 | 1831 | 1836 | 1841 | 1846 | 1851 |
| ---- | ---- | ---- | ---- | ---- | ---- | ---- | ---- | ---- |
| 292  | 272  | 305  | 286  | 296  | 371  | 349  | 343  | 335  |

| 1856 | 1861 | 1866 | 1872 | 1876 | 1881 | 1886 | 1891 | 1896 |
| ---- | ---- | ---- | ---- | ---- | ---- | ---- | ---- | ---- |
| 302  | 281  | 236  | 229  | 215  | 197  | 195  | 180  | 149  |

| 1901 | 1906 | 1911 | 1921 | 1926 | 1931 | 1936 | 1946 | 1954 |
| ---- | ---- | ---- | ---- | ---- | ---- | ---- | ---- | ---- |
| 129  | 129  | 115  | 101  | 111  | 84   | 77   | 60   | 81   |

| 1962 | 1968 | 1975 | 1982 | 1990 | 1999 | 2005 | 2006 | 2010 |
| ---- | ---- | ---- | ---- | ---- | ---- | ---- | ---- | ---- |
| 78   | 71   | 35   | 40   | 36   | 59   | 90   | 89   | 97   |

| 2015 | 2020 | 2022 | - | - | - | - | - | - |
| ---- | ---- | ---- | - | - | - | - | - | - |
| 106  | 91   | 93   | - | - | - | - | - | - |

La population du village à plus que doublé depuis 1990, grâce à l'arrivée de nombreux habitants travaillant dans les villes côtières et à Carros.

## Culture locale et patrimoine

### Lieux et monuments

#### Architecture civile
- Petit village perdu, accroché au flanc d'une montagne rocheuse au-dessus d'un petit col ; architecture rurale ancienne.
- Ruines de l'ancien château rectangulaire dominant sur un éperon.
- Moulin Saint-Pierre au nord.
- Pont de la Cerise.

#### Architecture sacrée
- Église paroissiale Saint-Jacques 16e, désorientée : nef unique, abside semi-circulaire, haut et fort clocher carré antérieur à 3 étages qui semble inachevé ; décor intérieur Directoire.
- Petite chapelle-oratoire Sainte-Julie communément appelée Chapelle Sainte-Julie, patronne du village ; chapelle rurale Saint-Valentin.
- Oratoire Notre-Dame-du-Broc.

#### Sites
- Territoire de moyenne montagne.
- Le sud de la commune culmine à 1 278 m à la Crête de Perrière ; le relief s'abaisse vers le nord et se stabilise au centre à 600 m, remonte au-dessus du village à la Barre de Saint-Michel (Mont Saint-Michel, 792 m), puis redescend à 235 m jusqu'à l'Estéron, formant la limite nord.
- Versants au nord boisés de pins sylvestres.
- Jolie vallée de l'Estéron* ; quelques vallons affluents, dont les Roubines et la Péguière qui forme une belle clue* peu avant le confluent.
- Aven de l'Infernet, au sud (- 25 m et petit lac).
- Site du village isolé, dans un environnement rocheux sévère, bien exposé au sud.

### Personnalités liées à la commune
- Famille Ricci des Ferres

### Héraldique
| Blason de Ferres (Les) | Blason  | D’azur à la fasce d’argent accompagnée en chef d’un dragon d’or et en pointe d’une châtaigne hérissonnée du même. |
| Blason de Ferres (Les) | Détails | Le statut officiel du blason reste à déterminer.                                                                  |